# ميشيل نيكولا
ميشيل نيكولا (بالفرنسية: Michel Nicolas)‏ (و. 1810 – 1866 م) هو عالم عقيدة، وقس، من فرنسا، ولد في نيم، توفي في مونتوبان، عن عمر يناهز 56 عاماً.